# Denkmalschutz in Bremen
In der Freien Hansestadt Bremen wurde der Denkmalschutz erst im letzten Jahrzehnt des 19. Jahrhunderts als staatliche Aufgabe angenommen, obwohl sich der Künstlerverein in Bremen schon ab 1861 für den Schutz des architektonischen Erbes eingesetzt hatte. Selbst das war vergleichsweise spät begonnen, im Vergleich zu Frankreich, wo schon Napoleon I. einzelne Bauwerke zu Nationalmonumenten erklärt hatte, und zu den Initiativen für den Denkmalschutz um 1810 durch Sulpiz Boisserée und durch Friedrich Schinkel.

## Kunsthistorische Kommission
Seit Mitte des 19. Jahrhunderts wurde im Zuge der immer schneller werdenden Industrialisierung und der damit verbundenen Zunahme der Wirtschaftskraft allenthalben immer mehr alte Bausubstanz durch Neubauten ersetzt, sodass die Städte sich nicht nur ausbreiteten, sondern sich auch das Erscheinungsbild alter Stadtkerne zusehends veränderte. Im letzten Jahrzehnt des 19. Jahrhunderts machte man sich daran, Denkmalschutz und Denkmalpflege zu institutionalisieren. Während im Königreich Preußen Provinzialkonservatoren eingesetzt wurden, berief der Bremer Senat 1892 die Kommission zu Erhaltung kunst- und kulturhistorischer Denkmale. Mit der von dieser Kommission in begonnenen Inventarisierung war unter anderen auch Max Salzmann befasst.

## Erstes bremisches Denkmalschutzgesetz
Als erste Denkmalschutzgesetz im Deutschen Reich trat 1902 im Großherzogtum Hessen das Gesetz, den Denkmalschutz betreffend in Kraft. In Bremen orientierte man sich mehr an dem allgemeiner gehaltenen Gesetz gegen die Verunstaltung von Ortschaften und landschaftlich hervorragenden Gegenden vom 15. Juli 1907.
Gegen einigen Widerstand von Bau- und Grundstücksunternehmern, die eine Beeinträchtigung der Renditen ihrer Immobilien befürchteten, verabschiedete die Bürgerschaft schließlich das Gesetz, betreffend den Schutz von Baudenkmälern und Straßen- und Landschaftsbildern, das am 6. März 1909 bekannt gemacht wurde. Dieses Gesetz gab der Baupolizei Befugnisse zur Erhaltung von Platz- und Straßenbildern, gegen Veränderungen an besonders wichtigen Gebäuden und gegen den Abriss von Gebäuden. Der letztgenannte Punkt war ein Vorteil im Vergleich zum preußischen Gesetz. Ein weiterer Vorteil war die Möglichkeit, von einem Bauherren Mehraufwand zu fordern und ihm diesen zu ersetzen.
Eine amtliche Denkmalliste gab es noch nicht. Trotzdem begann alsbald die Anwendung des Gesetzes; der Senat berief am 27. April 1909 eine Sachverständigenkommission, die allein im ersten Jahr 60 mal tagte und 270 Bauanträge prüfte.

## Erste amtliche Denkmalliste
Eine Liste der zu schützenden Gebäude enthielt das Gesetz noch nicht.
Eine solche Liste wurde der Bürgerschaft 1912 vorgelegt, erstellt von Ernst Ehrhardt, der nebenamtlich auch für die Denkmalpflege zuständig war auf der Basis der von der 1992 gegründeten Kommission begonnenen Inventarisierung. Die Liste wurde von der Bürgerschaft abgelehnt. Einen Vorwand hatte Ehrhardt selber geliefert, in dem er ungeprüft darin zwei Häuser übernommen hatte, die seit der Inventarisierung abgerissen worden waren – obwohl der bearbeitete Bereich überschaubar war. Außer Alt- und Neustadt innerhalb der Wallanlagen umfasste er nur wenige Straßen knapp außerhalb.
Die Präzisierung und vor allem Reduzierung der Liste dauerte fünf Jahre. Ende November 1917 beschloss die Bürgerschaft dann endlich die für die Anwendung des Gesetzes von 1909 erforderliche Liste, die am 6. Dezember 1917 bekannt gemacht wurde.
Die Auswahl beschränkte sich auf Örtlichkeiten und Gebäude in der Bremer Alt- und Naustadt. Bauwerke in den zum Bremer Staatsgebiet gehörenden Dörfern und den Städten Vegesack und Bremerhaven blieben unberücksichtigt.
Die Liste bestand aus vier Anhängen zum Denkmalschutzgesetz. Dabei war jedes in Anhang B oder Anhang C eingetragene Bauwerk außerdem mit in Anhang D aufgelistet. Erfasst waren also 161 Einzelobjekte (teilweise mit Nebengebäuden, sowie die Torhäuser nur als zwei Gruppen aufgeführt) und 17 Platz- und Straßen-Ensembles, in heutiger Behördensprache auch als Gruppendenkmäler zu bezeichnen:

– Redaktioneller Hinweis: Wegen der zahlreichen Klammern in der Originalliste sind Anmerkungen aus heutiger Sicht in eckigen Klammern eingefügt. –

### Anhang A

#### I. Plätze
1. Markt
2. Liebfrauenkirchhof
3. Platz zwischen Börse und Baumwollbörse
4. Kaiser-Wilhelm-Platz [südlicher Teil des Liebfrauenkirchhofs]

#### II. Straßen

##### a. in der Altstadt und ihrer unmittelbaren Umgebung
1. Abbentorstraße (östliche Seite) Nr. 3 bis einschl. Nr. 12
2. Balgebrückstraße (östliche Seite) Nr. 1 bis einschl. Nr. 5
3. Fangturm
4. Großenstraße Nr. 8 bis einschl. Nr. 22
5. Großenstraße Nr. 35 bis einschl. Nr. 51
6. Großenstraße Nr. 69 bis einschl. Nr. 77
7. Großenstraße Nr. 82 bis einschl. Nr. 90
8. Hankenstraße (westliche Seite) Nr. 24 bis einschl. Nr. 28
9. Langenstraße vom Markt bis Kurze Wallfahrt
10. Martinistraße
11. Schlachte
12. Stavendamm (östliche Seite) zwischen Schnoor und Hinter der Holzpforte
13. Töferbohmstraße (östliche Seite) Nr. 11 bis einschließlich 23

### Anlage B
– Bauwerke, die möglichst unverändert zu bewahren sind und denen eine angemessene Umgebung erhalten werden soll –

#### a. Altstadt
1. St. Ansgarikirche mit ihren Anbauten
2. Ansgaritirstraße Nr. 26 (Gewerbehaus)
3. Langenstraße Nr. 75 (Kornhaus)
4. Unser Lieben Frauen Kirche mit ihrem Anbau Liebfrauenkirchhof Nr. 27
5. St. Martinikirche mit ihren Anbauten Martinikirchhof Nr. 5 und 6
6. St. Petri Domkirche
7. St. Stephani Kirche
8. sämtliche Torhäuser

Anm.: Die Johanniskirche steht nur in den Anhängen C und D.

#### b. Neustadt
1. sämtliche Torhäuser

### Anlage C
– Bauwerke die möglichst unverändert zu bewahren sind, für deren Umgebung es aber keine Veränderungsbeschränkungen gibt –

#### a. Altstadt
1. Altenweg Nr. 5
2. Böttcherstraße Nr. 6 [heute Ludwig Roselius Museum]
3. Geeren Nr. 26
4. Geeren Nr. 42
5. Großenstraße Nr. 13
6. Großenstraße Nr. 94 (Historisches Museum)
7. Jakobikirchhof 11/16 (Reste des Chores der Jakobikirche)
8. St. Johanniskirche
9. Katharinenstraße Nr. 8
10. Katharinenstraße Nr. 9
11. Katharinenstraße Nr. 13
12. Katharinenstraße Nr. 15
13. Knoopstraße Nr. 26
14. Knoopstraße Nr. 28
15. Langenstraße Nr. 39
16. Langenstraße Nr. 40
17. Langenstraße Nr. 70
18. Rosenstraße Nr. 13
19. Sögestraße Nr. 20
20. Spielleutestraße Nr. 12

#### b. Neustadt
1. Brautstraße Nr. 11
2. Brautstraße Nr. 11 a
3. Brautstraße Nr. 18
4. Brautstraße Nr. 19
5. Brautstraße Nr. 20
6. Brautstraße Nr. 26
7. Osterstraße Nr. 21
8. Osterstraße Nr. 27
9. St.-Pauli-Kirche

### Anlage D
– Schutz vor Abbruch -

#### a. Altstadt
1. Abbentorstraße Nr. 3
2. Abbentorstraße Nr. 5
3. Abbentorstraße Nr. 6
4. Altenweg Nr. 5
5. Am Brill Nr. 13
6. Am Brill Nr. 11
7. Am Markt, Rathaus
8. Am Markt, Ratsstuben
9. Am Markt, Ratsapotheke
10. Am Markt, Schütting
11. Am Markt, Nr. 15/16
12. Am Wall Nr. 113
13. Am Wall Nr. 151
14. Am Wall Nr. 182
15. St. Ansgarikirche
mit ihren Anbauten Ansgarikirchhof Nr. 12 und Nr. 13 und An der Ansgarikirche Nr. 1, Nr. 2, Nr. 3
16. Ansgaritorstraße 24 (Gewerbehaus)
17. Balgebrückstraße Nr. 1
18. Balgebrückstraße Nr. 2
19. Balgebrückstraße Nr. 3
20. Balgebrückstraße Nr. 4
21. Balgebrückstraße Nr. 5
22. Balgebrückstraße Nr. 23
23. Bonspforte Nr. 2
24. Bonspforte Nr. 3
25. Böttcherstraße Nr. 6
26. Bredenstraße Nr. 16
27. Buchtstraße Nr. 7
28. Buchtstraße Nr. 16
29. Buchtstraße Nr. 19
30. Buchtstraße Nr. 37
31. Buchtstraße Nr. 68
32. Diepenau Nr. 11
33. Domshof Nr. 17 b
34. Domshof Nr. 21 [Caesarsches Haus, Giebeldreieck heute auf dem Essighaus]
35. Dovenstorstraße Nr. 19
36. Fangturm Nr. 1
37. Fangturm Nr. 3
38. Faulenstr. Nr. 17
39. Gartenstr. Nr. 2
40. Gartenstr. Nr. 3
41. Geeren Nr. 26
42. Geeren Nr. 41
43. Geeren Nr. 42
44. Großenstraße Nr. 7
45. Großenstraße Nr. 13
46. Großenstraße Nr. 18
47. Großenstraße Nr. 47
48. Großenstraße Nr. 77
49. Großenstraße Nr. 82
50. Großenstraße Nr. 94
51. Hankenstr. Nr. 28
52. Hinter der Holzpforte Nr. 1
53. Hinter der Holzpforte Nr. 2
54. Hinter der Holzpforte Nr. 20
55. Hinter dem Schütting Nr. 1
56. Hinter dem Schütting Nr. 9
57. Jakobikirchhof Nr. 5
58. Jakobikirchhof Nr. 11/16 (Reste des Chors der Jakobikirche)
59. St. Johanniskirche
60. Katharinenstraße Nr. 8
61. Katharinenstraße Nr. 9
62. Katharinenstraße Nr. 13
63. Katharinenstraße Nr. 15
64. Katharinenstraße Nr. 34
65. Knochenhauerstraße Nr. 7
66. Knochenhauerstraße Nr. 14 [heute Café Stecker]
67. Knochenhauerstraße Nr. 35
68. Knoopstraße Nr. 26
69. Knoopstraße Nr. 28
70. Komturstraße Nr. 2, Reste der Bauten der Komturei [1957 oberirdisch abgetragen]
71. Krummenstraße, große, Nr. 20
72. Krummenstraße, kleine, Nr. 32
73. Langenstraße (Stadtwaage) [heute als Nr. 13]
74. Langenstraße Nr. 13 (Essighaus) [heute nur Erdgeschoss der Fassade erhalten]
75. Langenstraße Nr. 16
76. Langenstraße Nr. 30
77. Langenstraße Nr. 31
78. Langenstraße Nr. 39
79. Langenstraße Nr. 40
80. Langenstraße Nr. 42
81. Langenstraße Nr. 47
82. Langenstraße Nr. 70 [mit Fassade aus Martinistr. 11, heute an Martinistr. 27]
83. Langenstraße Nr. 75
84. Langenstraße Nr. 78
85. Langenstraße Nr. 112
86. Langenstraße Nr. 116
87. Langenstraße Nr. 121
88. Langenstraße Nr. 123
89. Langenstraße Nr. 132
90. Langewieren Nr. 13
91. Unser Lieben Frauen Kirche mit ihrem Anbau Liebfrauenkirchhof 27
92. Marterburg Nr. 10
93. St. Martinikirche mit ihren Anbauten Martinikirchhof Nr. 5 und Nr. 6
94. Martinistraße Nr. 6
95. Martinistraße Nr. 13
96. Martinistraße Nr. 17
97. Martinistraße Nr. 18
98. Martinistraße Nr. 25
99. Martinistraße Nr. 34
100. Martinistraße Nr. 41
101. Martinistraße Nr. 44
102. Martinistraße Nr. 48
103. Molkenstraße Nr. 19
104. Molkenstraße Nr. 48
105. Neuenstraße Nr. 3
106. Neuenstraße Nr. 9
107. Obernstraße Nr. 39
108. Ostertorstraße Nr. 36
109. Pelzerstraße Nr. 48
110. St. Petri Domkirche
111. Rosenstraße Nr. 13
112. Sandstraße Nr. 3
113. Schlachte Nr. 6
114. Schlachte Nr. 20
115. Schlachte Nr. 31 b
116. Schnoor Nr. 9
117. Schnoor Nr. 11
118. Schnoor Nr. 13
119. Schnoor Nr. 14
120. Schnoor Nr. 37
121. Schüsselkorb Nr. 1
122. Schüsselkorb Nr. 28 (Reste des Chores der Katharinenkirche)
[1960 Denkmalschutz aufgehoben und abgerissen]
123. Sögestraße Nr. 20
124. Spielleutestraße Nr. 12
125. Stavendamm Nr. 8
126. Stavendamm Nr. 23
127. St. Stephani Kirche
128. Stephanitorswallstraße Nr. 23
129. Vor dem Stephanitor Nr. 8
130. Wachtstraße Nr. 29
131. Wachtstraße Nr. 32
132. Wachtstraße Nr. 35
133. Sämtliche Torhäuser

#### b. Neustadt
1. Brautstraße Nr. 11
2. Brautstraße Nr. 11 a
3. Brautstraße Nr. 15
4. Brautstraße Nr. 18
5. Brautstraße Nr. 19
6. Brautstraße Nr. 20
7. Brautstraße Nr. 26
8. Herrlichkeit Nr. 3
9. Herrlichkeit Nr. 14
10. Herrlichkeit Nr. 15
11. Herrlichkeit Nr. 16
12. Herrlichkeit Arbeitshaus
13. Johannisstraße, große, Nr. 170
14. Johannisstraße, große, Nr. 209/211
15. Osterstraße Nr. 3
16. Osterstraße Nr. 11
17. Osterstraße Nr. 15
18. Osterstraße Nr. 21
19. Osterstraße Nr. 27
20. Osterstraße Nr. 36
21. Osterstraße Nr. 41
22. Osterstraße Nr. 43
23. St. Pauli-Kirche
24. Werderstraße Nr. 93
25. Westerstraße Nr. 3
26. Westerstraße Nr. 5
27. Westerstraße Nr. 31
28. Sämtliche Torhäuser

## Institutionen
In den folgenden Jahren bestanden die 1892 gegründete Kunsthistorische Kommission und die Sachverständigenkommission bis 1934 parallel. Allerdings liegen von der Kunsthistorische Kommission nach 1926 keine Sitzungsprotokolle mehr vor.
Am 24. Februar 1933 berief der demokratisch legitimierte Senat auf einer seiner letzten Sitzungen erstmals einen Landeskonservator für die Freie Hansestadt Bremen, Ernst Grohne, den Leiter des Fockemuseums. Er hatte beide Ämter bis 1952 inne, in beiden gefolgt von Werner Kloos, 1953–1972.

## Denkmalliste und Gesetzesveröffentlichung 1934
Am 30. November 1934 erschien eine aktualisierte Denkmalliste.
Gegenüber derjenigen von 1917 enthielt sie nur eine einzige Veränderung:
A. I. a. 5. Körnerwall – unter Schutz seit 1927
Damit war als geschütztes Ensemble erstmals Neuanlage des 19. Jahrhunderts außerhalb der Altstadt aufgenommen.
Nicht erwähnt sind:
in Gruppe A.I. der Rosenplatz [Contrescarpe 125–133] – unter Schutz seit 1932
in Gruppe C oder D das Gut bzw. Haus Riensberg – unter Schutz seit 5. Oktober 1934
Nicht durch Löschung berücksichtigt sind auch die seit 1917 eingetretenen Verluste:
Langenstraße 16
Stephanitorswallstraße 23
Wachtstraße 29
Im Dezember 1934 wurde eine aktualisierte Version des Bremer Denkmalschutzgesetzes mit den seit 1909 beschlossenen Veränderungen veröffentlicht, wohl ohne Beteiligung Ernst Grohnes.
Zwischen 1934 und dem Zweiten Weltkrieg erhielten noch folgende Objekte Denkmalstatus:
7, MAI 1937 in Gruppe A.II. die Böttcherstraße
13. Juni 1838 in Gruppe C.b. das Gitter des Buntentorsfriedhofs zum Buntenstorsteinweg
18. September 1938 in Gruppe D.a. das Teehaus von Gut Kreyenhorst, Marcusallee Ecke Vahrer Straße [heute Bürgermeister-Spitta-Allee]

## Zweiter Weltkrieg und Wiederaufbau
Mehr als drei Viertel der gelisteten Baudenkmäler gingen im Zweiten Weltkrieg durch Bombardierung verloren und wurden nicht wieder aufgebaut.
1953 wurden die Windmühlen unter Denkmalschutz gestellt.
In der Wiederaufbauphase wurden ein paar erhaltene Gebäude aus der Denkmalliste gestrichen, weil sie städtebaulichen Vorstellungen entgegenstanden, die Bremer Innenstadt mit dem Wiederaufbau auch zu modernisieren.

## Bremer Landesamt für Denkmalpflege
1945 wurde für die Stadt Bremen ein städtisches Amt für Denkmalpflege eingerichtet, geleitet bis 1952 von Gustav Ulrich, dann bis 1964 von Rudolf Stein, danach von Karl Dillschneider. Dieses wurde 1972 mit dem Amt des Landeskonservators zum Landesamt für Denkmalpflege Bremen vereinigt, geleitet bis 2001 von Hans-Christoph Hoffmann, seither von Georg Skalecki.
Für Bodendenkmäler war und ist dieses Amt nicht zuständig, sodass die auch nicht in seiner Denkmalliste erfasst werden.

## Denkmalliste seit 1973
Die am 14. September 1973 herausgegebene Liste umfasste 578 Bauten, teilweise mit Nennung wichtiger Gebäudeteile, 1 Gebäudeteil (Portal) und eine Gruppe von sechs Gebäudeteilen (Renaissanceerkern) ohne die zugehörigen Gebäude, und 11 Kunstwerke, sowie 42 Straßen und Plätze.
Die Schutzkategorien der vorherigen Denkmallisten wurden übernommen, jedoch ist die Liste nicht mehr danach gegliedert, sondern die Liste ist ach den damaligen Bezirken des Bauordnungsamtes und innerhalb derer rein nach Adressen geordnet, und bei jedem Objekt ist angegeben, welchen Kategorien es angehört. An ein paar Straßen und Plätzen wurde Kategorie A an jedem einzelnen geschützten Gebäude eingetragen, im Sinne von Umgebungsschutz ohne Veränderungsverbot.
Geografisch umfasste sie nun Objekte aus allen Teilen des Bremer Stadtgebiets, in das zum 1. Dezember 1945 das gesamte damalige Bremer Landgebiet eingemeindet worden war, nicht aber aus Bremerhaven, das 1947 teils wieder (Zuschnitt bis 1939), teils neu zur Freien Hansestadt Bremen gekommen war.
Außer Gebäuden wurden nun auch unter freiem Himmel stehende Kunstgegenstände aufgenommen.
Seither hat die Denkmalliste des Landes Bremen einen Umfang von 1887 Kulturdenkmalen in Bremen und Bremerhaven erreicht und ist als PDF online abrufbar. Für jeden Stadtteil gibt es zwei Listen, eine mit Denkmalgruppen und Gesamtanlagen und eine wesentlich längere mit Einzeldenkmalen.
Das Wikipedia-Portal Liste der Kulturdenkmäler in der Freien Hansestadt Bremen ist ein illustriertes Doppel der amtlichen Listen, beruht aber direkt auf Exporten der seit 2004 bestehenden Denkmaldatenbank beim Landesamt für Denkmalpflege Bremen. Die gegenseitige Verlinkung von LfD-Daten, Wikipedia und Openstreetmap kennzeichnet die Zusammenarbeit.

## Denkmalschutzgesetze von 1975 und 2018
1975 verabschiedete die Bürgerschaft ein neues Gesetz zur Pflege und zum Schutz der Kulturdenkmäler, kurz Denkmalschutzgesetz – DSchG, ausgegeben am 11. Juni. Zuletzt 2004 novelliert, war es bis Dezember 2018 in Kraft.
Nach einer grundlegenden Überarbeitung erhielt das Gesetz einen geänderten Namen und trat am 21. Dezember 2018 als Bremisches Gesetz zur Pflege und zum Schutz der Kulturdenkmäler, kurz Bremisches Denkmalschutzgesetz – BremDSchG in Kraft.